# Xian de Ningnan
Le xian de Ningnan (宁南县 ; pinyin : Níngnán Xiàn) est un district administratif de la province du Sichuan en Chine. Il est placé sous la juridiction de la préfecture autonome yi de Liangshan.

## Démographie
La population du district était de 167 108 habitants en 1999.